# Orthiopteris kingii
Orthiopteris kingii là một loài dương xỉ trong họ Saccolomataceae. Loài này được Holttum mô tả khoa học đầu tiên năm 1955.
Danh pháp khoa học của loài này chưa được làm sáng tỏ. 